# Gauthier Baillot
Pour les articles homonymes, voir Baillot.
Gauthier Baillot est un acteur français. Il a été remarqué dans la série télévisée Ainsi soient-ils dans le rôle du Père Devernis.

## Filmographie

### Télévision
- 2014 : Ainsi soient-ils (saison 2) : Père Devernis
- 2013 : Mongeville : La nuit des loups : Lemaire
- 2012 : Ainsi soient-ils (série télévisée, saison 1) : Père Devernis
- 2009 : La Tueuse de Rodolphe Tissot : Daniel
- 2008 : Adresse inconnue, épisode Le nouveau souffle : Pierre Chambrier
- 2001 : Julie Lescaut, épisode Récidive de Vincent Monnet : Daniel Ferret

### Cinéma
- 2012 : L'Avenir c'est aujourd'hui d’Anne Zinn-Justin (court métrage)